# Зузана Чапутова
Зузана Чапутова (слч. Zuzana Čaputová, IPA: ; дев. Страпакова; Братислава, 21. јун 1973) словачка је политичарка, адвокатица и активисткиња, која је била председница Словачке (2019−2024). Чапутова је прва жена на функцији председника Словачке, као и најмлађа председница у историји ове земље, са 45 година.
Постала је позната након преваге у деценијама дугој борби против ситуације с токсичном депонијом у њеном родном месту Пезиноку. Због овога, Чапутова је добила Награду за околиш Голдман 2016.

## Детињство и образовање
Зузана је рођена у радничкој породици из Братиславе. Одрасла је у оближњем месту Пезинок, у тадашњој Чехословачкој; овде је провела прве две деценије свог живота. Своје одрастање је описала као такво да се десило у „кући отвореног ума”.
Студирала је на Правном факултету Универзитета Коменијус у Братислави, а дипломирала 1996. године. Између 1998. и 1999. године завршила је тренинг циклус „Генерални менаџмент — Менаџмент промене”, а 1999. Медитациони курс АРК акредитован од стране Министарства за образовање Словачке.

## Почеци каријере
Након завршетка образовања, Чапутова је радила у локалној влади Пезинока, прво као асистенткиња у правном одељењу, а касније као заменица градоначелника.
Потом је прешла у непрофитни сектор Фондације Опен сосајети (Отворено друштво), где се бавила јавном администрацијом и проблемом злостављане и искоришћене деце. Накнадно, радила је као пројекат менаџер у грађанском удружењу И-Кју клуб — за развој локалне заједнице.
У периоду између 2001. и 2017. године, Чапутова је радила са грађанском организацијом Вија јурис као адвокатица (од 2010), као и са Гринписом — за кампању планирања. У Пезиноку, више од десет година, била је на челу јавне кампање против ауторизације друге депоније која би агравирала загађење тла, ваздуха и воде у граду и околним подручјима. Борба против депоније кулминирала је 2013. године, када је Врховни суд Словачке одлучио да је нова депонија илегална и да крши околишне норме.
Чапутова је водила своју правну фирму и била ауторка или коауторка неколико публикација. Чланица је организације ELAW, мреже околишних адвоката и правника.

## Политичке активности
У децембру 2017, Чапутова је објавила свој улазак у настајући политичку партију Напредна Словачка (Прогресивна Словачка, ПС); јануара 2018, изабрана је за заменицу председника на првом конгресу партије, помажући напорима Ивана Штефунка да осигура представништво кредибилне социјално-либералне алтернативе конзервативном статусу кво у Словачкој.
Као кооснивачки члан Напредне Словачке, непарламентарне друштвено-либералне и напредњачке партије, радила је ка заменица председника до марта 2019, када се исписала због своје председничке кандидатуре. Чапутова је била партијски кандидат на Председничким изборима у Словачкој 2019. а потом је постала изабрани председник у другој рунди, након што је добила преко 58% гласова и победила противника — потпредседника Европске комисије Мароша Шефчовича, независног политичара којег подржава дугогодишња доминантна партија Смер-СД.

## Председничка кампања 2019.
У прес-конференцији одржаној 29. марта 2018, Чапутова званично је објавила своју кандидатуру за председника Словачке у председничкој утрци 2019, а подржали су је Напредна Словачка заједно са SaS-ом и SPOLU-ом, после њеног главног противника — Роберта Мистрика, који се повукао из трке и подржао је 26. фебруара 2019. године.
Чапутова је победила у првој рунди избора 16. марта 2019. године, са освојених 40,57% гласова. Потом је победила свог другопласираног противника Мароша Шефчовича, са око 58% наспрам 42% у другој рунди избора одржаних 30. марта 2019. године. Излазност у другом кругу избора од само 41,79% била је најнижа за било коју рунду гласања ове врсте у Словачкој. Број гласова којима је Чапутова изабрана у уред био је такође најмањи за било којег директно изабраног словачког председника до данас.

## Политичке позиције

### Једнакост
На свом веб-сајту за кампању, Чапутова каже да се „правда у Словачкој не примењује увек једнако за свакога”. Држећи својих изјава током кампање, она планира да уведе промене у словачкој политици и правном систему. Заговарала је да полицијска сила постане независна институција без политичког утицаја, коју ће предводити непристрасни професионалци с доказаном службом. Даље тврди да је неопходно да се трансформише тужилачки уред у јавно управљану институцију.

### Околиш
Чапутова тврди да околишна заштита треба да укључује заустављање илегалне дефорестације и да 5% околишно највредније територије треба да остане стриктно заштићена зона.

### ЛГБТ права
Чапутова је изјавила да подржава регистрована партнерства за истополне парове, те едуковање опште јавности о овим односима. У дискусији коју је организовао Ес-Ем-И журнал, она је одржала предавање о могућности усвајање код геј парова: „Преферирам да дете има биолошку мајку и биолошког оца. Ако би морао да одрасте у институционалној бризи, мислим да би му боље било са два бића која се воле, чак и ако су истог пола.”

### Абортус и репродуктивна права
Чапутова подржава одржавање статуса кво по питању абортуса у Словачкој: „Ако постоји екстремна ситуација и дилема је између одлучивања да ли усвојити правну норму која ће задрети у личне животе грађана или оставити то на женину одговорност и њихов лични избор, ја бирам одговорност жене.”

## Приватни живот
Чапутова је разведена и има две ћерке. Вежба зен јогу. Још увек живи у Пезиноку.

## Награде
Због свог јаког и резолутног вођства по питању афере са пезиночком депонијом, Чапутова је добила Награду за околиш „Голдман” године 2016. Лауреати ове награде се бирају од стране међународног жирија и експерата из целог света који су се истакли по истрајном и значајном утицају на заштиту околиша. Голдманова награда је додељена Чапутовој у Сан Франциску. Њена дуга и у коначници успешна борба пореди се са оном Американке Ерин Брокович.
Текст награде каже да је награђена за своју „неуморну кампању против отварања депоније у месту Пезинок, која би, да је отворена, даље агравирала потенцијалне здравствене опасности и допринела урбаној полуцији”.